# Snurre Sprätt

Staty av Snurre Sprätt i Chittagong, Bangladesh.

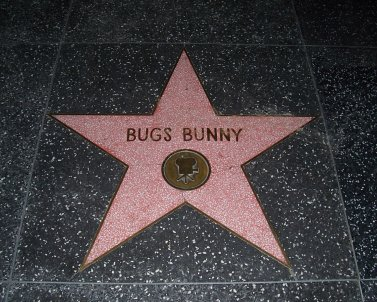
Rollfigurens stjärna på Hollywood Walk of Fame.

Snurre Sprätt, i original Bugs Bunny, är en fiktiv antropomorfisk hare och en av de tidigaste figurerna i Looney Tunes och Merrie Melodies. Snurre är en hare trots att hans engelska efternamn betyder kanin.
Snurre Sprätt har varit med i 150 kortfilmer, tre långfilmer – Space Jam (1996), Looney Tunes: Back in Action (2003) och Space Jam: A New Legacy (2021) – och har även gjort många cameoroller, bland annat i Vem satte dit Roger Rabbit (1988).

## Historik
Filmerna om Snurre Sprätt har bland annat regisserats/animerats av Chuck Jones och Friz Freleng. Figuren utformades till stor del av Tex Avery, med inspiration av Groucho Marx och Max Hare från Disneys kortfilm Sköldpaddan och haren från 1935.
Snurre Sprätts röst spelades av Mel Blanc (1908–1989). Efter Blancs bortgång har bland annat Joe Alaskey, Billy West och Jeff Bergman spelat Snurre. På svenska har han dubbats av Steve Kratz, Mikael Roupé och Anton Körberg.
Snurre har även haft en egen dagspresserie, på svenska som Kalle Kanin. Snurre har även haft egna serietidningar i Sverige, Snurre (1971–74), Snurre Skutt (1978–80) och Snurre Sprätt (1987–99).

## Utseende och personlighet
Snurre är en grå-vit hare med vita handskar och en tendens att hamna i konflikter med bland andra Daffy Anka och Helmer Mudd.